# Po sledam bremenskikh muzykantov
Po sledam bremenskikh muzykantov (russisk: По следам бременских музыкантов) er en sovjetisk animationsfilm fra 1973 af Vasilij Livanov.

## Medvirkende
- Muslim Magomajev
- Elmira Zjerzdeva
- Gennadij Gladkov